# Conrad Quensel (astronom)
Conrad Quensel, född den 16 april 1676 i Stockholm, död den 13 januari 1732 i Lund, var en svensk matematiker och astronom.

## Levnadslopp
Quensels akademiska bana tog honom till ett flertal olika universitetsorter i den sena stormaktstidens Sverige. Han började sina studier redan som tioåring i Uppsala 1686 men överflyttade 1689 till Kungliga Akademien i Åbo, där han blev magister 1694, docent 1695 och adjunkt 1702.
I december 1704 utsågs Quensel till professor i matematik i Pernau i Livland, dit det svenska universitetet i Dorpat flyttats i samband med stora nordiska krigets utbrott. Professuren inbegrep även undervisning i astronomi men Quensel föreläste av eget intresse också i bland annat geodesi och arkitektur. Han var därtill universitets räntmästare ("kvestor").
Med de ryska krigsframgångarna tvangs universitetet 1710 att stänga och Quensel återflyttade till Sverige. Efter att en tid ha vistats i Stockholm samt Umeå under ekonomiskt knapra förhållanden utnämndes han 1712 till professor vid Lunds universitet och tillträdde denna post i maj påföljande år. Han sökte därefter flera gånger professurer i Uppsala, men erhöll ej dessa och kom att tillbringa återstoden av sitt liv i Lund.

## Vetenskaplig gärning
Quensel var en i huvudsak praktiskt inriktad lärare och skall ha varit en utmärkt föreläsare. Av hans publikationer är framför allt en stridsskrift från 1720, Veritatis defensiuncula contra veritatis studiosi de motu solis et lunæ lucubratiunculam, av intresse då han däri, såsom den förste lundaastronomen någonsin, officiellt bekänner sig till den kopernikanska världsbilden. 
Som författare ägnade Quensel stort intresse åt kalendariografin, vilken hade stor betydelse för svenskarna i början av 1700-talet med anledning av den tilltänkta kalenderreformen. Till hans verk inom detta ämnesområde hör Computus cyclicus verus (utan årtal; 1730?), en lärobok i tidräkningen, och den lilla uppsatsen Cogitationes problematicæ de correctione calendarii i "Acta literaria Sueciæ" III (1730), samt några under hans presidium utgivna akademiska avhandlingar. Rörande kalenderreformen kom han i en livlig skriftväxling med kommissarien D. Forelius, vilken i en utgiven broschyr hade föreslagit, att endast påskräkningen skulle korrigeras, antingen genom rent astronomisk eller genom en förbättrad cyklisk beräkning av påskterminen. Quensel däremot fasthöll, att även solårets längd borde korrigeras och, såvitt möjligt, både i detta avseende samt i fråga om påskterminen en rent astronomisk beräkning införas.
Quensel utgav även själv almanackor under ett tjugotal år (1714-33), för flertalet av dessa år såväl för Lunds som för Jönköpings, Göteborgs och Stockholms horisonter. Vidare kan nämnas hans i "Acta literaria Sueciæ" införda korta redogörelser för astronomiska och meteorologiska observationer. Efter hans död utgavs 1732 en Brevis manuductio ad usum globorum tam coelestis quam terrestris. En av honom i handskrift efterlämnad Aritmethica pro usu matheseos har däremot förblivit otryckt och finns i Karlstads läroverksbibliotek.

## Privatliv
Conrad Quensel  var son till hovrättsrådet Wilhelm Johan Quensel och dennes hustru Maria Bröms. 
Quensel var gift tre gånger, och åtminstone två av äktenskapen hade drag av skandal över sig. Sedan hans första hustru, Nicolaus Johannis Rudbeckius dotterdotter Anna Wallvik, avlidit kort efter flytten från Pernau, gifte Conrad 1714 i Malmö om sig med handelsmannadottern Ingeborg Tholin. Henne tvangs han dock att skilja sig från 1718 sedan hon begått äktenskapsbrott och för detta dömts till kyrkoplikt. Ingeborg hade därtill blivit gravid med sin älskare och fick ett barn som dock avled tidigt. Den tidigare maken sökte nu hjälpa sin före detta hustru genom att, såsom universitets rektor, locka två till staden nyanlända studenter att ta på sig det föga hedrande uppdraget att bära det oäkta barnets kista vid jordfästningen, vilket ledde till att den ene av dessa ynglingar, en Simon Palmgren från Göteborg, sedan nekades inträde i Göteborgs nation för att därigenom "med tämmelig oanständighet hafwa förbrutit sig" mot "den ömhet och actsamhet, som en skickelig och hederlig student altijd bör hysa och wisa". Först efter ett vältaligt försvar från nationens kurator Kilian Stobæus släpptes Palmgren in i nationen. Quensels tredje hustru Pernilla Svågersdotter skapade också hon rabalder, dock denna gång endast genom sin enkla härkomst vilken ansågs ovärdig en universitetsprofessor. 
Quensels son Jacob Quensel, som blev kyrkoherde i Ausås efter att ha varit rektor vid Malmö skola, var känd för sina kunskaper i naturalhistorien och en aktiv herrnhutare. Han var far till biologen Conrad Quensel, bergmästaren Isak Johan Quensel och landskamreraren Eberhard Quensel.